# Tournoi de tennis Australian Hardcourt (dames 1959)
Le tournoi de tennis Australian Hardcourt est un tournoi de tennis féminin. L'édition 1959 se dispute à Melbourne du 6 au 12 avril 1959.
Jan Lehane remporte le simple dames. En finale, elle bat Lorraine Coghlan.
L'épreuve de double voit quant à elle s'imposer Lorraine Coghlan et Beverley Rae.

## Résultats en simple

### Tableau final
|  |                  |  |   |   |   |
|  | Finale           |  |   |   |   |
|  |                  |  |   |   |   |
|  |                  |  |   |   |   |
|  | Jan Lehane       |  | 6 | 2 | 6 |
|  | Jan Lehane       |  | 6 | 2 | 6 |
|  | Lorraine Coghlan |  | 0 | 6 | 2 |

## Résultats en double

### Tableau final
|  |                               |  |   |   |   |
|  | Finale                        |  |   |   |   |
|  |                               |  |   |   |   |
|  |                               |  |   |   |   |
|  | Lorraine Coghlan Beverley Rae |  | 6 | 3 | 6 |
|  | Lorraine Coghlan Beverley Rae |  | 6 | 3 | 6 |
|  | Margo Rayson Margaret Smith   |  | 4 | 6 | 1 |